# Redok
redok war eine von Juli 2006 bis 2014 bestehende deutschsprachige Website zu Themen des Rechtsextremismus, Rassismus und Antisemitismus insbesondere in Deutschland mit Recherchen, Dokumenten, Rezensionen und Nachrichten.

## Name
Der Begriff redok soll laut Projektmitarbeitern Bestandteile wie „rechts“ oder „Dokumentation“ anklingen lassen. Als weitere gewollte Assoziationsmöglichkeiten werden Begriffe wie Report, Recherche, Redaktion, aber auch Rechtskonservativismus, Rechtsradikalismus und Rechtsextremismus genannt.

## Träger
Träger des Projekts ist der gemeinnützige Verein redok e. V. mit Sitz in Sulzbach-Rosenberg, mit dessen Mitteln das Angebot finanziert wird. Dieser arbeitet unabhängig von Verbänden, Parteien oder anderen Organisationen.

## Ziele
Als eine Zielbestimmung führen die Mitarbeiter ein Zitat Theodor W. Adornos an, das „Denken und Handeln so einzurichten, dass Auschwitz sich nicht wiederhole, nichts Ähnliches geschehe.“ Daher kritisiert redok nicht nur Rechtsextremisten, sondern auch alle, die mit ihnen in irgendeiner Form zusammenwirken: etwa Kommunen, die Säle an rechtsradikale Parteien wie die NPD und die DVU vermieten.

## Personal
Die Mitglieder des redok-Projektteams arbeiten außer für das Webportal www.redok.de auch mit anderen Veröffentlichungsformen, wie verschiedenen Zeitungen und Zeitschriften oder Rundfunk sowie Vorträgen. Einige Autoren des redok-Teams haben auch für andere Webprojekte mit ähnlicher Zielsetzung gearbeitet, z. B. den Blick nach Rechts oder den früheren Informationsdienst gegen Rechtsextremismus (IDGR).

## Verwendung der Inhalte
Der überwiegende Teil der Inhalte von redok, also auch vollständige Beiträge, kann nach dem Modell Creative Commons frei verwendet werden.

## Preise
Am 30. April 2007 wurde der Verein redok e. V. vom Bündnis für Demokratie und Toleranz als Preisträger im bundesweiten Wettbewerb „Aktiv für Demokratie und Toleranz 2006“ ausgezeichnet. Hinsichtlich der Sachlichkeit und Nachprüfbarkeit der Inhalte wurde die redaktionelle Arbeit des Projekts hervorgehoben.

## Einzelbelege
1. ↑  Das Projektteam zur Namenswahl (Memento vom 12. August 2006 im Internet Archive)
2. ↑  Redok 19. März 2004: NPD: Weiter kostenlose Veranstaltungsräume für Neonazis in Senden (Memento vom 27. September 2007 im Internet Archive)
3. ↑  Daniel Schulz: Infos gegen rechts gehen vom Netz (taz, 9. Oktober 2006)
4. ↑  redok 5. Mai 2007 (Memento vom 18. Mai 2007 im Internet Archive)